# Okręty typu Freedom
Okręty typu Freedom, również okręty walki przybrzeżnej typu Freedom – seria amerykańskich okrętów stworzonych do walki na wodach przybrzeżnych, opracowanych w ramach programu Littoral Combat Ship. Są to szybkie okręty o napędzie konwencjonalnym i bardzo wysokiej manewrowości, przeznaczone w pierwszej kolejności do operacji na wodach płytkich i przybrzeżnych.

## Historia
Pierwszym bodźcem wymuszającym rozpoczęcie prac nad nową klasą okrętów zdolną do walki na wodach płytkich, jak i do walki asymetrycznej, był atak terrorystyczny z 12 października 2000 roku na stojący w porcie Aden w Jemenie niszczyciel rakietowy USS "Cole" (DDG-67), w wyniku którego zginęło 17 marynarzy, a rannych zostało 39 innych. Dodatkowo po wydarzeniach z 11 września 2001 roku, w wyniku prowadzonych operacji odwetowych okazało się, że ówczesna koncepcja prowadzenia walki przez US Navy nie była przystosowana do działań asymetrycznych. Rozpoczęto tym samym realizację programów nowych okrętów – krążowników typu CG(X) oraz niszczyciele typu DDG(X). Jednak rosnące koszta realizacji nowych projektów spowodowały, że program CG(X) zarzucono, a DDG(X) ograniczono finalnie do 3 jednostek typoszeregu.
Planowano zbudować nowe fregaty, które miały by zastąpić wówczas używane typu Oliver Hazard Perry, jednak ostatecznie z realizacji projektu nowych fregat rakietowych zrezygnowano na rzecz okrętów do działań przybrzeżnych klasy LCS (Littoral Combat Ship). W wyniku prac koncepcyjnych rozpoczętych w październiku 2001 opracowano szczegółowe wymagania techniczne dla nowych. Oprócz dużej prędkości i zwrotności, okręty miały być zbudowane w technologii modułowej, która miała umożliwiać szybkie dostosowanie okrętów do konkretnych misji. Prace nad nowymi prototypowymi okrętami zlecono koncernom zbrojeniowym General Dynamics (typ Independence) i Lockheed Martin (typ Freedom). Szybkie tempo opracowania całego projektu przy zachowaniu niewielkich kosztów miało być osiągnięte dzięki wykorzystaniu przy budowie okrętów technologii opracowanych na potrzeby rynku cywilnego. Jednostki prototypowe, opracowywane niezależnie, miały zostać poddane testom porównawczym, które miały zadecydować o złożeniu zamówień budowę jednostek seryjnych. Finalnie zdecydowano się wybrać produkty obu firm.
W odpowiedzi na program LCS, firmy Lockheed Martin oraz Marinette Marine zaproponowały jednostki w klasycznym układzie kadłuba (w odróżnieniu od okrętów Independence będącymi trimaranami). Lockheed Martin otrzymał kontrakt na budowę pierwszej jednostki typu Freedom w grudniu 2004 roku. Stępkę pod jednostkę położono w czerwcu 2005 roku w stoczni Marinette Marine w Wisconsin, zaś wodowanie odbyło się we wrześniu 2006 roku. Okręt został dostarczony do odbiorcy we wrześniu 2008 roku, został wcielony do służby w United States Navy 8 listopada 2008 roku jako USS „Freedom” otrzymując numer burtowy LCS-1. Łącznie zaplanowano budowę szesnastu okrętów, z czego piętnaście jednostek już wybudowano, zaś 10 zostało wcielonych do służby.

## Konstrukcja

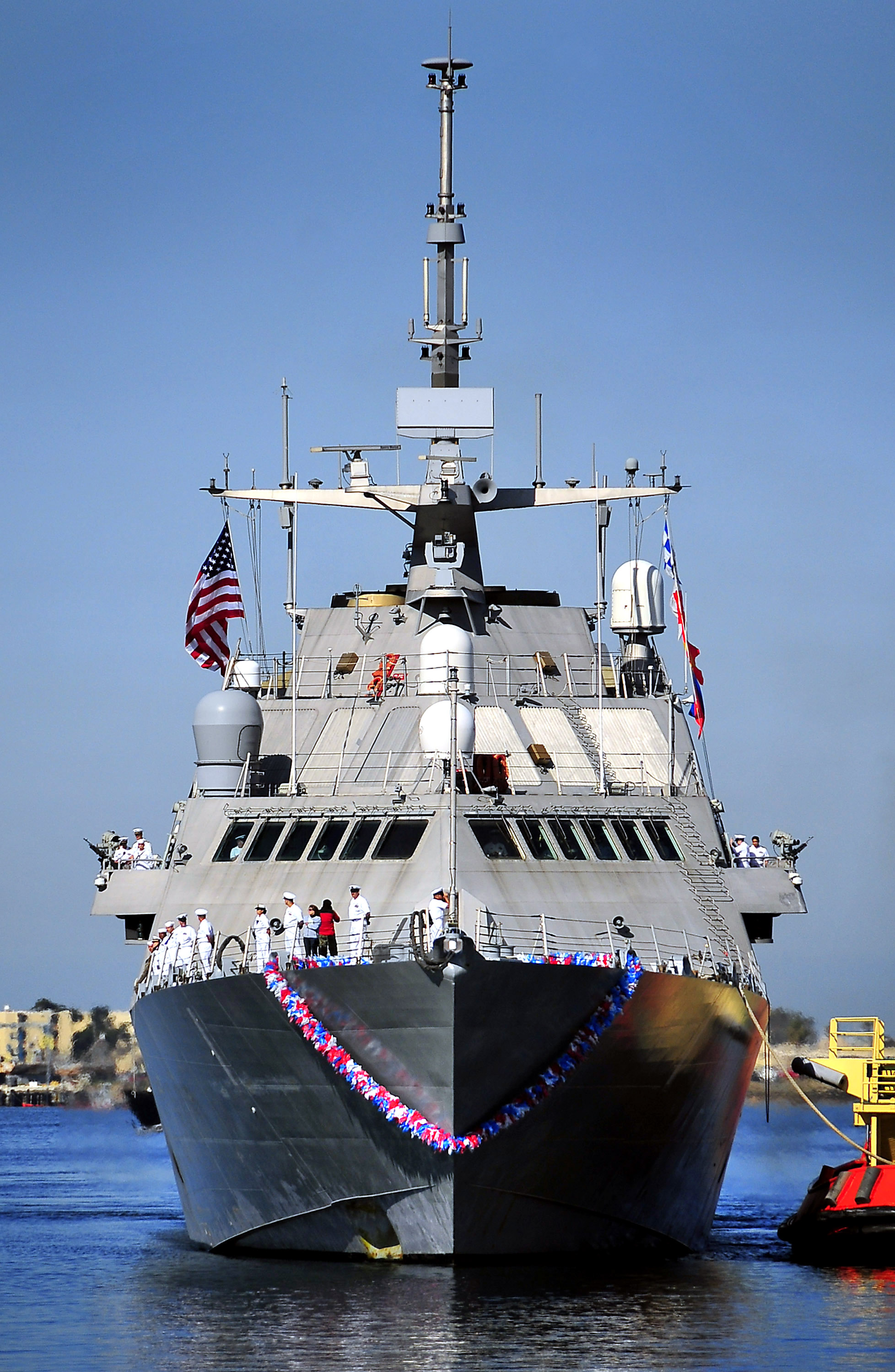
Widok od dziobu na jeden z okrętów typu Freedom

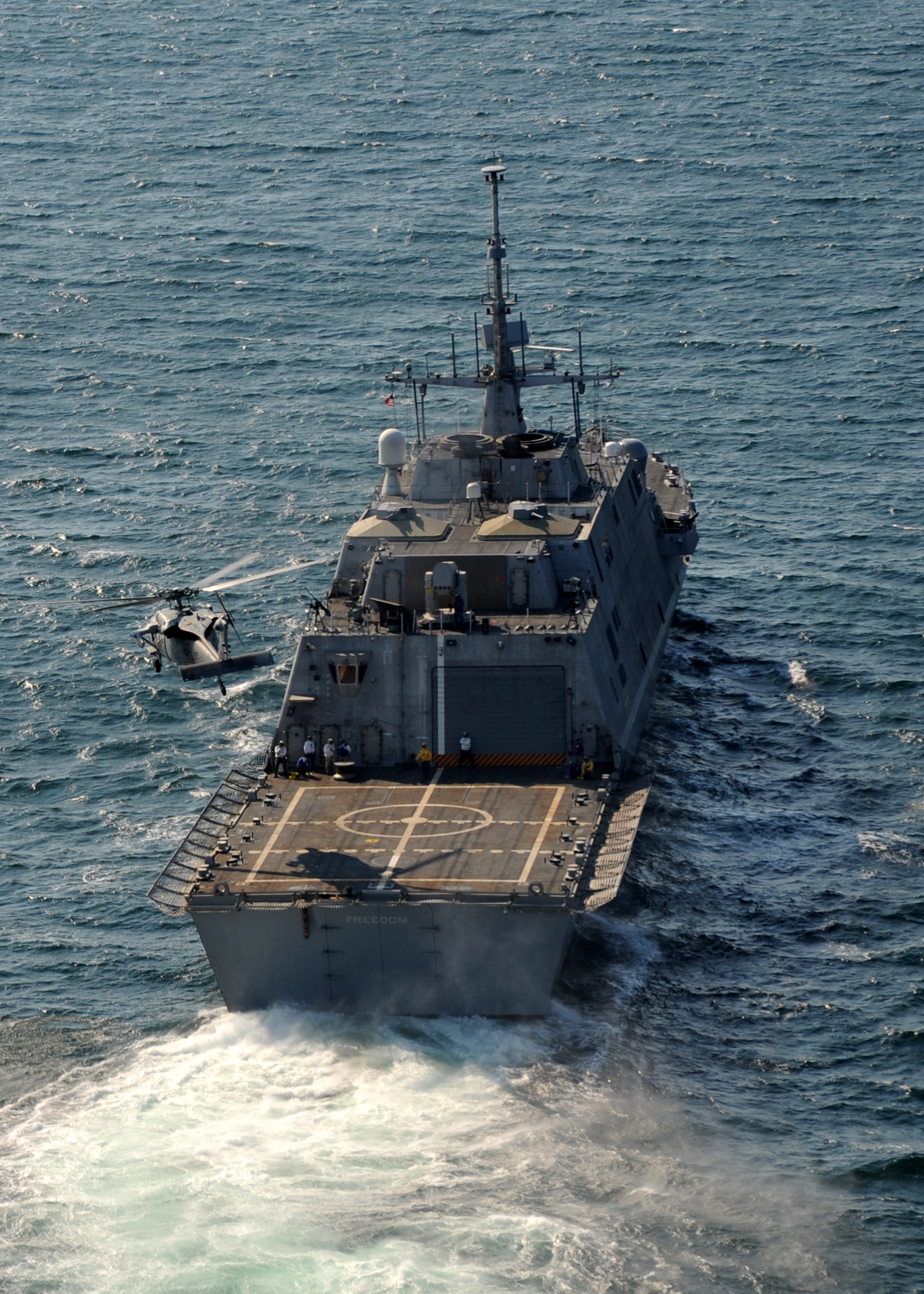
Widok od rufy, widoczny jest pokład lotniczy, hangar oraz brama do doku dla łodzi motorowych

### Opis ogólny
Okręty typu Freedom są jednostkami o wyporności standardowej 3050 ton, szerokości 17 metrów oraz długości 115 metrów. Zanurzenie jednostek wynosi 4,3 metra. 
Okręty tego typu zbudowane są w układzie klasycznego jednokadłubowca, którego sztywny kadłub wykonano ze stali, co wyróżnia go od konkurencyjnego projektu, którym w całość jednostek zbudowana została z aluminium. Nadbudówka umiejscowiona jest w centralnej części okrętu. Zbudowana jest jako jedna, zwarta, jednobryłowa z aluminiową nadbudówką obejmującą całość okrętów. Jej ściany przednie, pochylone są w górę w celu nadania jednostkom właściwości stealth. Nadbudówka dzieli się na dwie główne części: mostek nawigacyjny wraz z śródokręciem oraz hangarem lotniczym w jej tylnej części. Hangar ma jedną bramę segmentową. W centralnej części nadbudówki na dachu znajdują się systemy obserwacji oraz maszt na którym umieszczony jest między innymi radar. Z tyłu za masztem znajdują się przewody kominowe. 
Nad rufą znajduje się pokład lotniczy, zaś pod nim, w części rufowej kadłuba umiejscowiony jest specjalny zanurzony dok, przeznaczony do obsługi oraz przechowywania łodzi motorowych. Dodatkowo łodzie motorowe mogą być opuszczane i podnoszone za pomocą rampy bocznej umiejscowionej na lewej burcie.

### Siłownia okrętowa
Na napęd okrętów Freedom składają się dwie turbiny gazowe Rolls-Royce MT30 o łącznej mocy 48 000 koni mechanicznych, oraz dwa silniki wysokoprężne Colt-Pielstick 16PA6B o łącznej mocy 9100 koni mechanicznych. Całość napędza cztery pędniki wodnoodrzutowe Rolls-Royce KaMeWa. Energię elektryczną zapewniają cztery zespoły prądotwórcze Isotta Fraschini V1708 o mocy 800 kW każdy. Siłownia zbudowana jest w układzie CODAG.
Tak skonfigurowany układ napędowy pozwala na osiągnięcie prędkości maksymalnej wynoszącej 47 węzłów. Zasięg jednostek tego typu to 3500 mil morskich przy prędkości 18 węzłów, a przy prędkości maksymalnej 1500 mil morskich.

### Wyposażenie elektroniczne
Okręty wyposażone są w trójwspółrzędny, wielofunkcyjny radar średniego zasięgu HENSOLD EADS TRS-3D montowany do okrętu LCS-17, zaś od LCS-17 (włącznie z nim) montowana będzie nowsza wersja powyższej stacji radiolokacyjnej, oznaczona jako TRS-4D, w Stanach Zjednoczonych znana pod nazwą AN/SPS-75. Radar ten pracuje w paśmie C, ma obracaną antenę skanowania frazowego oraz system identyfikacji swój-obcy. Stacja ma możliwość jednoczesnego śledzenia do 750 obiektów oraz wykrywania nisko lecących pocisków przeciwokrętowych w odległości do 21 km.
Typ Freedom ma złożony system kierowania ogniem FCS Dora. W jego skład wchodzi mikrofalowa stacja radiolokacyjna działająca w paśmie K, która wyposażona jest w charakterystyczną, okrągłą antenę. Po prawej stronie umiejscowiona jest kamera termowizyjna, kamera obserwacji czołowej w podczerwieni oraz dalmierz laserowy. Powyższe elementy ulokowane są w stabilizowanej żyroskopowo podstawie. 
Okręty mają rozbudowany układ walki elektronicznej oparty na zintegrowanym układzie EW (Electronic Warfare) ITT Corporation ES-3601 z pasywnym odbiornikiem sygnałów radarowych i elektronicznych (ESM), systemem ostrzegającym o opromieniowywaniu radarem RWR (Radar Warning Reciver) oraz aktywnym podsystemem Terma EW, którego częścią jest system SKWS (Soft-Kill Weapon System) Terma Mk 137 dla czterech zestawów, sześciu moździerzy wyrzutni celów pozornych Mk 36 SRBOC oraz radary nawigacyjne Sperry Marine BridgeMaster E. Wyrzutnie celów pozornych umiejscowione są na dachu nadbudówki, obok miejsc na stanowiska armat kal. 30 mm.
Podczas projektowania postawiono na sieciocentryczność jednostek opartą na wymianie danych pomiędzy własnymi jednostkami jak i sojuszniczymi. Okręty te mają taktyczny system wymiany danych NTDS (Naval Tactical Data System) składających się z łącz danych Link 1TDL, Link 11 oraz Link 16. Całość zintegrowana jest z systemem wspierania dowodzenia i zarządzania walką COMBATSS-21. Dodatkowo w skład systemu wchodzą systemy łączności radiowej, satelitarnej SATCOM, cywilnej komunikacji satelitarnej INMARSAT oraz nawigacji satelitarnej NAVSAT.

### Uzbrojenie

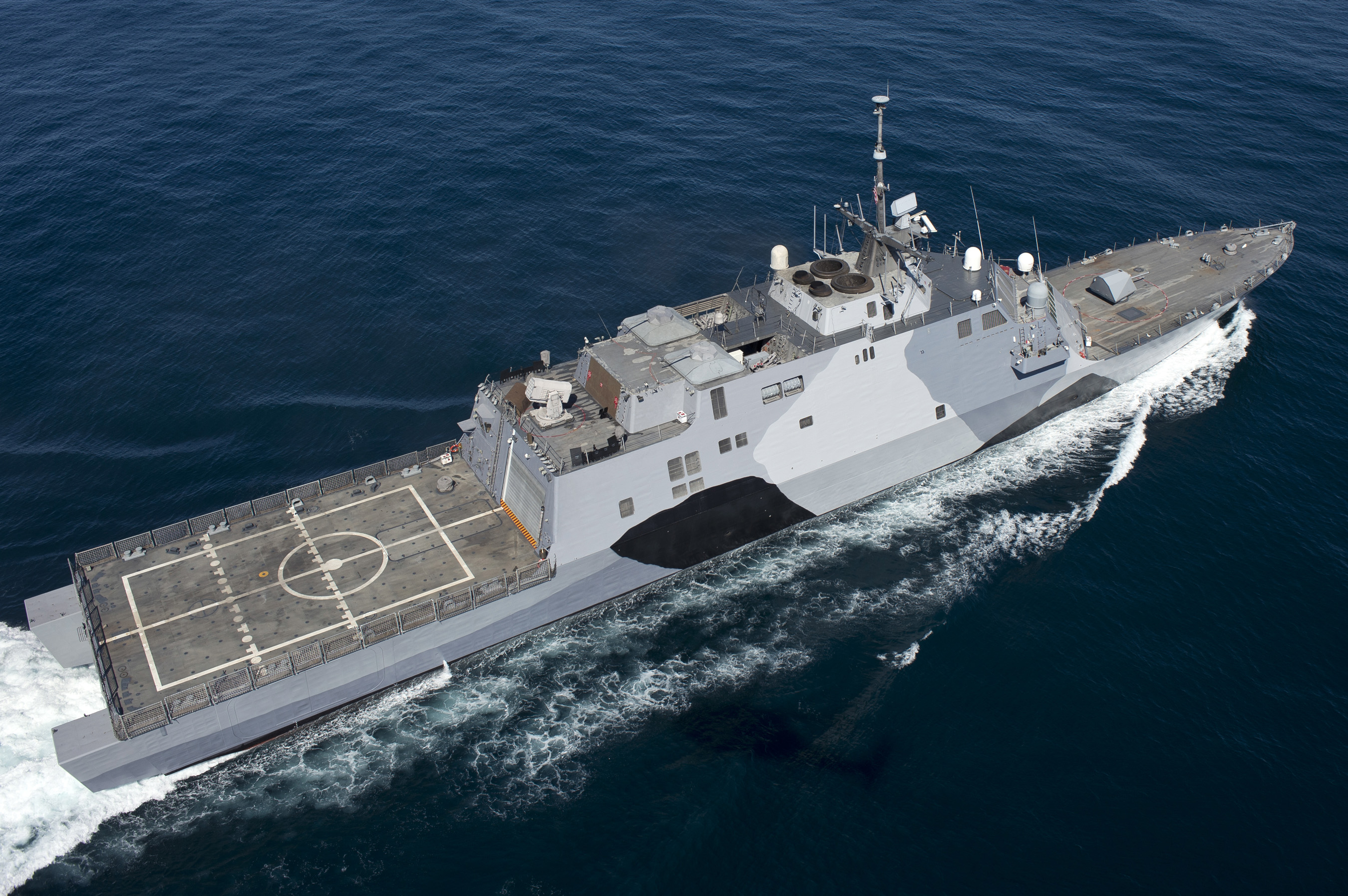
USS „Freedom”, widoczna jest (od rufy) wyrzutnia SeaRAM, stanowiska armat kal. 30 mm, oraz armata Mk 110 w sekcji dziobowej

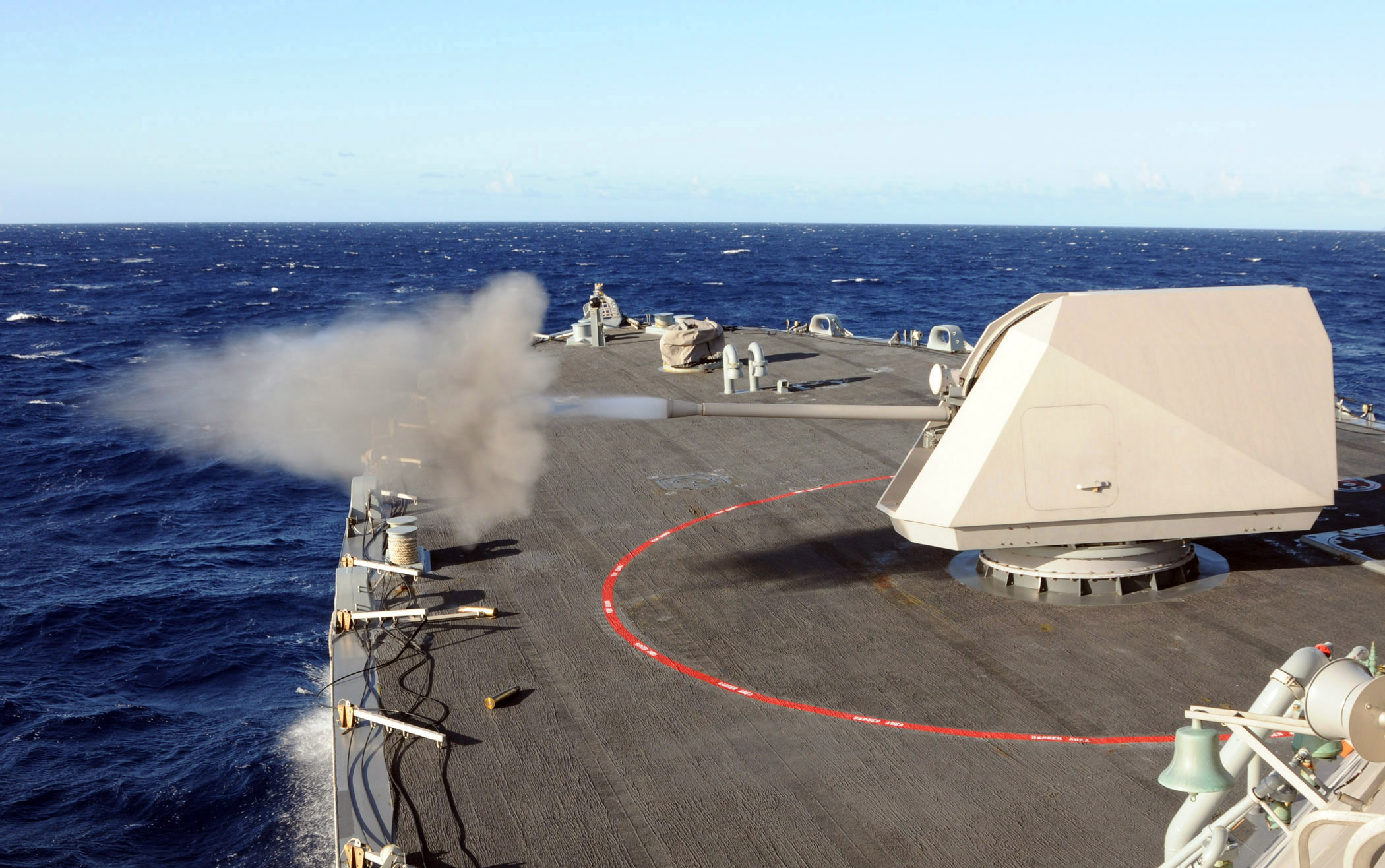
Armata Mk 110 stanowiąca główne uzbrojenie okrętów Freedom podczas strzelań

Uzbrojenie podstawowe jest takie samo jak na konkurencyjnych okrętach typu Independence. Składa się ono z morskiej armaty uniwersalnej Bofors Mk 110 L/70 kalibru 57 mm, będąca jednocześnie głównym uzbrojeniem okrętów tego typu. Uzbrojenie przeciwlotnicze składa się z pojedynczego zestawu Raytheon SeaRAM dla 11 pocisków bliskiego zasięgu RIM-116 Rolling Airframe Missile. Dodatkowo całość uzupełniają cztery wielkokalibrowe karabiny maszynowe M2HB kalibru 12,7 mm. Okręty mają jednak dodatkowo miejsce po bokach wyspy, gdzie znajduje się maszt na montaż systemu artyleryjskiego CIGS Mk 46 Bushmaster II kalibru 30 mm, po jednej armacie na każdą burtę.
Planowane jest aby okręty wyposażyć w wymienne, niezależne moduły misji, czyli pakiet uzbrojenia dostosowany do pełnionego przez jednostkę zadania: zwalczanie okrętów podwodnych, niszczenia min morskich, jednostką bojową mogącą niszczyć okręty przeciwnika oraz jednostką patrolową. Jednak do tej pory żaden z modułów misji nie jest w pełni gotowy do służby, przez co rola jednostek ogranicza się tylko do jednostek patrolowych.

#### Moduły misji
Projektując okręty skupiono się na zastosowaniu przy ich budowie konstrukcji modułowej, pozwalającej na montaż danego typu uzbrojenia zależnie od wykonywanej misji. Zaprojektowano trzy oddzielne moduły uzbrojenia przeznaczone do niszczenia min morskich – Mine Warfare (MIW), zwalczania okrętów podwodnych Anti-submarine Warfare (ASW) oraz moduł przeznaczony do zwalczania okrętów nawodnych przeciwnika Surface Warfare (SUW). Każdy moduł wnosi dodatkowe uzbrojenie okrętowe. Jednostki pozbawione modułów uzbrojenia ograniczają się jedynie o funkcji patrolowej.
Każdy moduł uzbrojenia miał być montowany i dostarczany na okręty zależnie od pełnionej misji wraz z obsługą systemów. Jednak problemem jednostek, jak i samych modułów jest to, że żaden z systemów walki nie został ukończony do dziś, przez co okręty ograniczają się do pełnienia funkcji patrolowych i zwalczania piractwa.
- Mine Warfare (moduł MCM), zawiera wiele elementów przeciwpodwodnych w tym AN/WLD-1 Remote Minehunting UUV System – bezzałogowy zdalnie sterowany pojazd przeciwminowy, AN/AQS-20A – holowany sonar i inne czujniki do wykrywania min, Organic Airborne Surface Influence Sweep (OASIS), Airborne Laser Mine Detection System (AES-1 ALMDS), Airborne Mine Neutralization System (AMNS), Rapid Airborne Mine Clearance System (RAMICS)[12][18].
- Anti-submarine Warfare (ASW, moduł ASM), pakiet uzbrojenia i wyposażenia przeznaczonego do poszukiwania, wykrywania oraz zwalczania wrogich okrętów podwodnych. Składa się z systemu obserwacji przestrzeni podwodnej SEA TALON, stacji hydroakustycznej niskiej częstotliwości Thales CAPTAS 4 lub TB-37. Dodatkowo istnieje możliwość montażu modułu pasywnego i aktywnego zwalczania torped[12][18].
- Surface Warfare (moduł SUW), składa się z dziobowego modułu SSMM z 24-komorową wyrzutnią M299 VLS dla pocisków AGM-114L Hellfire lub dwóch 2-prowadnicowych wyrzutni przeciwokrętowych pocisków manewrujących RGM-84 Block 1C lub od ośmiu do dwunastu jednoprowadnicowych kontenerów z pociskami Naval Strike Missile lub też dwie armaty morskie systemu CIGS Mk 46[12][18].